# استحداث لعبة فيديو

مقارنة هاتين اللعبتين، فالإصدار الأصلي
للعبة بوكيمون ريد وبلو (أعلى الصورة) صدرت سنة 1996م، والإصدار المستحدث للعبة بوكيمون ريد فاير وليف غرين (أسفل الصورة) سنة 2004م.

استحداث لعبة فيديو أو ريميك (بالإنجليزية:remake)، هي لعبة فيديو مأخوذة من لعبة فيديو قديمة، عادةً ما يكون لغرض تحديث للعبة لتعمل على أجهزة وجماهير معاصرة. عادةً ما يكون الاستحداث من برمجية اللعبة يتشارك مبدئيًا العنوان نفسه ومبادئ طريقة اللعب الجوهرية وعناصر قصة اللعبة الأصلية الجوهرية.
الاستحداث يتشارك عادةً جزء ضئيل من ممتلكات وكود اللعبة الأصلية، مما يميزه عن «المنفذ المحسن» أو الاستحداث الجزئي أو التحسين.
ألعاب الفيديو المستحدثة غالبا ما يصنعها المطور الأصلي أو صاحب حقوق النشر وأحيانًا عشاق اللعبة.

## ريميك
ريميك (بالإنجليزية: remake) هي عملية إنتاج جديدة  بناء على نفس المادة المنتجة سابقاً، ولكن باستخدام التقنيات الحديثة ويمكن تعديل بهذا النوع تغير مسار القصة.

## ريماستر
ريماستر (بالإنجليزية: Remaster) هو مصطلح يشير إلى عملية تحسين جودة صوت أو صورة، أو كلاهما لعبة تم إنشاؤها في السابق.